# Earias vernalis
Earias vernalis är en fjärilsart som beskrevs av Edward P. Wiltshire 1944. Earias vernalis ingår i släktet Earias och familjen trågspinnare. Inga underarter finns listade i Catalogue of Life.